# Moepa pseudoalbidens
Moepa pseudoalbidens är en fjärilsart som beskrevs av Embrik Strand 1917. Moepa pseudoalbidens ingår i släktet Moepa och familjen nattflyn. Inga underarter finns listade i Catalogue of Life.